# Akalat à ailes rousses
Illadopsis rufescens
Espèce
Statut de conservation UICN

 NT  : Quasi menacé
L’Akalat à ailes rousses (Illadopsis rufescens) est une espèce de passereau de la famille des Pellorneidae vivant dans une zone restreinte d'Afrique subsaharienne de l'Ouest.

## Description et éléments associés
C’est un oiseau d'environ 17 cm de long, trapu, aux couleurs ternes,. Il n’y a pas vraiment de dimorphisme sexuel ou entre l’adulte et le juvénile. La gorge est blanche et les parties inférieures gris pâle, souvent avec un peu de brun olive plus foncé sur la poitrine,. Les parties supérieures sont marronacées. C’est un oiseau qui évolue souvent par paire, et qui est timide et furtif. Il est souvent trouvé dans les sous-étages de la forêt tropicale à basse et moyenne altitude. Le plus souvent, on le détecte par une voix distinctive : une série de plusieurs sifflements tiu-uuh-uuuh ou ti-tiu-uuh-uuuh,,.

## Répartition et habitat
Cet oiseau vit au Bénin, en Côte d'Ivoire, au Ghana, en Guinée, au Libéria, au Sénégal, au Sierra Leone et au Togo,. Ses habitats naturels sont les forêts de plaine humides subtropicales ou tropicales et les forêts de montagne humides subtropicales ou tropicales,.

## Statut de conservation
L'espèce est considérée par l'UICN (11/2021) comme presque menacée, notamment par la diminution de son habitat (d'origine anthropique).

## Liste des références citées
1. 1 2 3 4  « Akalat à ailes rousses Illadopsis rufescens », sur ebird.org (consulté le 2021)
2. 1 2 3 4 5  Nik Borrow et Ron Demey, Guide des oiseaux de l'Afrique de l'ouest, Delachaux et Niestle��,‎ 2008 (ISBN 978-2-603-01512-4, OCLC 1123831437, lire en ligne)
3. ↑  « Akalat à ailes rousses Illadopsis rufescens - Rufous-winged Illadopsis », sur oiseaux.net (consulté le 2021)
4. ↑  « Observations akalat à ailes rousses », sur inaturalist (consulté le 2021)
5. ↑  « Akalat à ailes rousses Illadopsis rufescens (Reichenow, 1878) », sur avibase (consulté le 2021)
6. ↑  BirdLife International (BirdLife International), « IUCN Red List of Threatened Species: Illadopsis rufescens », IUCN Red List of Threatened Species,‎ 9 août 2018 (DOI 10.2305/iucn.uk.2018-2.rlts.t22715899a132108961.en, lire en ligne, consulté le 6 novembre 2021)